# Landratsbezirk Wimpfen

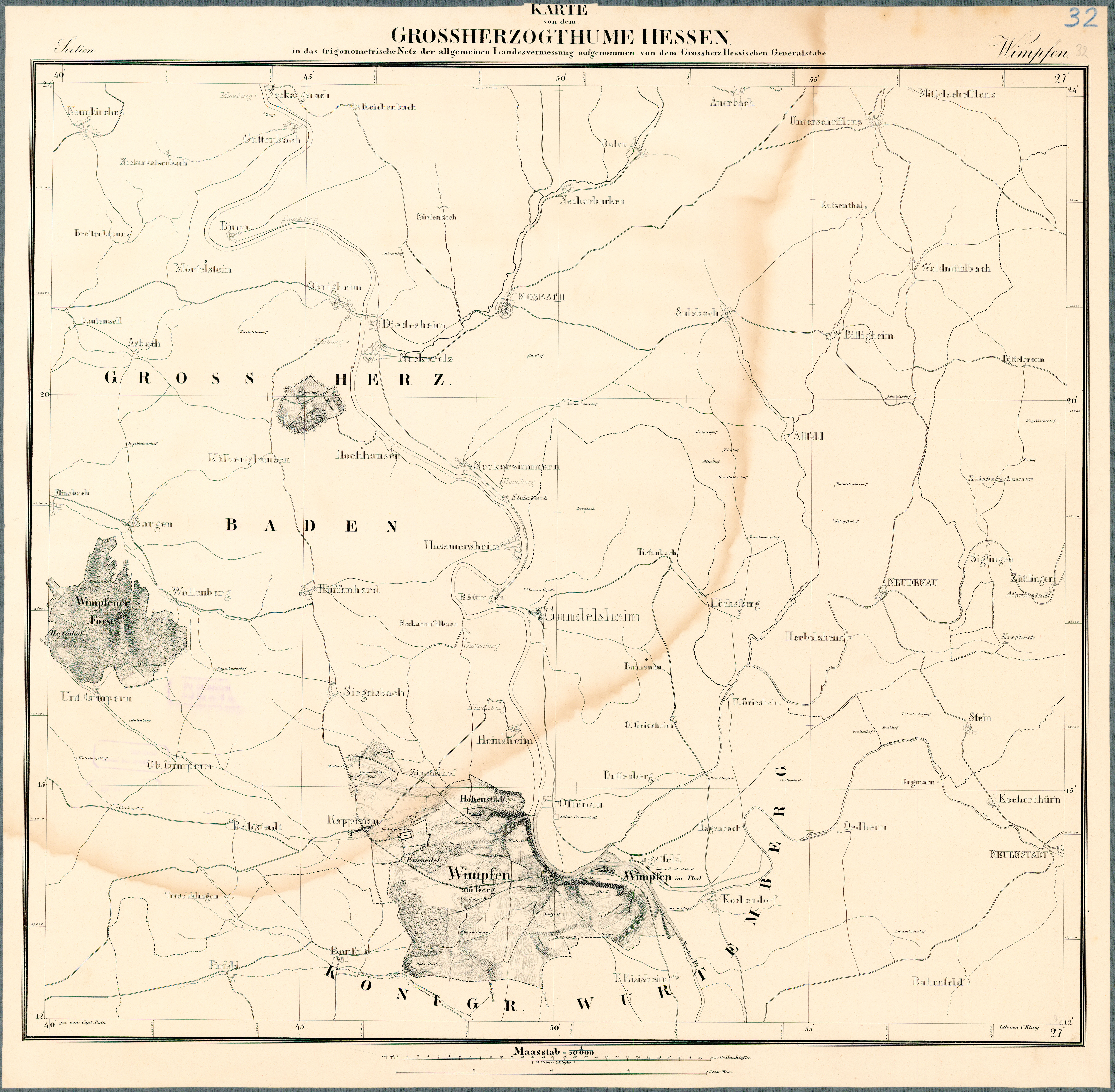
Gebiet des Landratsbezirks Wimpfen

Der Landratsbezirk Wimpfen war ein Landratsbezirk in der Provinz Starkenburg des Großherzogtums Hessen mit Sitz in Wimpfen. 1821 gegründet bestand er bis 1832 unter dieser Bezeichnung. Anschließend war er formal Teil des Kreises Lindenfels und ging 1848 im Regierungsbezirk Erbach auf.

## Geografische Lage
Der Landratsbezirk Wimpfen war in seinem Verhältnis zum übrigen Großherzogtum davon geprägt, dass er eine Exklave im äußersten Süden des Landes bildete. Er befand sich in einer Sandwich-Lage zwischen dem Großherzogtum Baden und dem Königreich Württemberg und bestand mehreren völlig separaten Gebieten, die nicht aneinander grenzten, eines so klein, dass es nicht einmal bewohnt war.

## Geschichte

### Gründung
Im Zuge der Verwaltungsreform von 1821 im Großherzogtum wurden auch auf unterer Ebene Rechtsprechung und Verwaltung getrennt und die Aufgaben der überkommenen Ämter in Landratsbezirken (zuständig für die Verwaltung) und Landgerichten (zuständig für die Rechtsprechung) neu organisiert. Der Landratsbezirk Wimpfen entstand dabei aus.
- dem Amt Wimpfen und
- dem Amt Kürnbach.

Die Aufgaben der Rechtsprechung erster Instanz, die die nun aufgelösten Ämtern wahrgenommen hatten, wurden dem ebenfalls neu gegründeten Landgericht Wimpfen übertragen.

### Weitere Entwicklung
In einer weiteren Verwaltungsreform wurden 1832 die Landratsbezirke zu Kreisen zusammengefasst. Der Landratsbezirk Wimpfen ging dabei gemeinsam mit den Landratsbezirken Lindenfels und Hirschhorn in dem neuen Kreis Lindenfels auf.
Aufgrund der abseitigen Lage des ehemaligen Landratsbezirk Wimpfen wurde diese Reform aber nicht wirklich vollzogen. Er behielt einen Sonderstatus und wurde nicht vollständig in den Kreis Lindenfels integriert. Vielmehr amtierte der bisherige Landrat weiter und erhielt den Titel „Kreisrat“.

### Ende
Dieses Konstrukt ging in der Märzrevolution 1848 unter, als flächendeckend im Großherzogtum einzig Regierungsbezirke als mittlere Ebene zwischen der Staatsregierung und den Gemeinden eingerichtet wurden. Diese Gebietsreform wurde nach dem Sieg der restaurativen Kräfte in der Reaktionsära 1852 wieder rückgängig gemacht, jetzt aber – konsequenter Weise – ein eigenständiger Kreis Wimpfen geschaffen.

## Organisation

### Gliederung
Der Landratsbezirk bestand aus fünf Gebieten, alle im Verhältnis zur Hauptmasse des Staatsgebietes Exklaven. Alle diese Gebiete gehörten zu den Dominiallanden, den Bereichen des Staates, die frei von patrimonialgerichtsherrlichen Hoheitsrechten waren. Gleichwohl waren sie von ihrer Struktur her völlig unterschiedlich. Der Landratsbezirk Wimpfen bestand aus
1. der Stadt Wimpfen mit
* Wimpfen im Thal, einer Vorstadt, und
* dem Dorf Hohenstadt,[8]
2. dem hessischen Teil von Helmhof,
3. dem Finkenhof, 12 km nördlich von Wimpfen gelegen,
4. dem Zimmerhöferfeld, einem unbewohnten, landwirtschaftlich genutzten Gebiet nördlich von Bad Rappenau,
5. dem hessischen Anteil an dem mit dem Großherzogtum Baden gemeinsamen Kondominat Kürnbach.

Der Landratsbezirk Wimpfen war in zwei Bürgermeistereien eingeteilt, die dem Landrat unterstanden. Es war landesweit üblich, dass eine Bürgermeisterei mehrere Ortschaften verwaltete. Entsprechend der Gemeindeverordnung vom 30. Juni 1821 standen den Gemeinden ein gewählter Ortsvorstand vor, der sich aus Bürgermeister, Beigeordneten und Gemeinderat zusammensetzte. Die beiden Bürgermeistereien waren:
- Wimpfen, das die oben unter 1 bis 4 genannten Orte umfasste, und
- Kürnbach.

### Personal

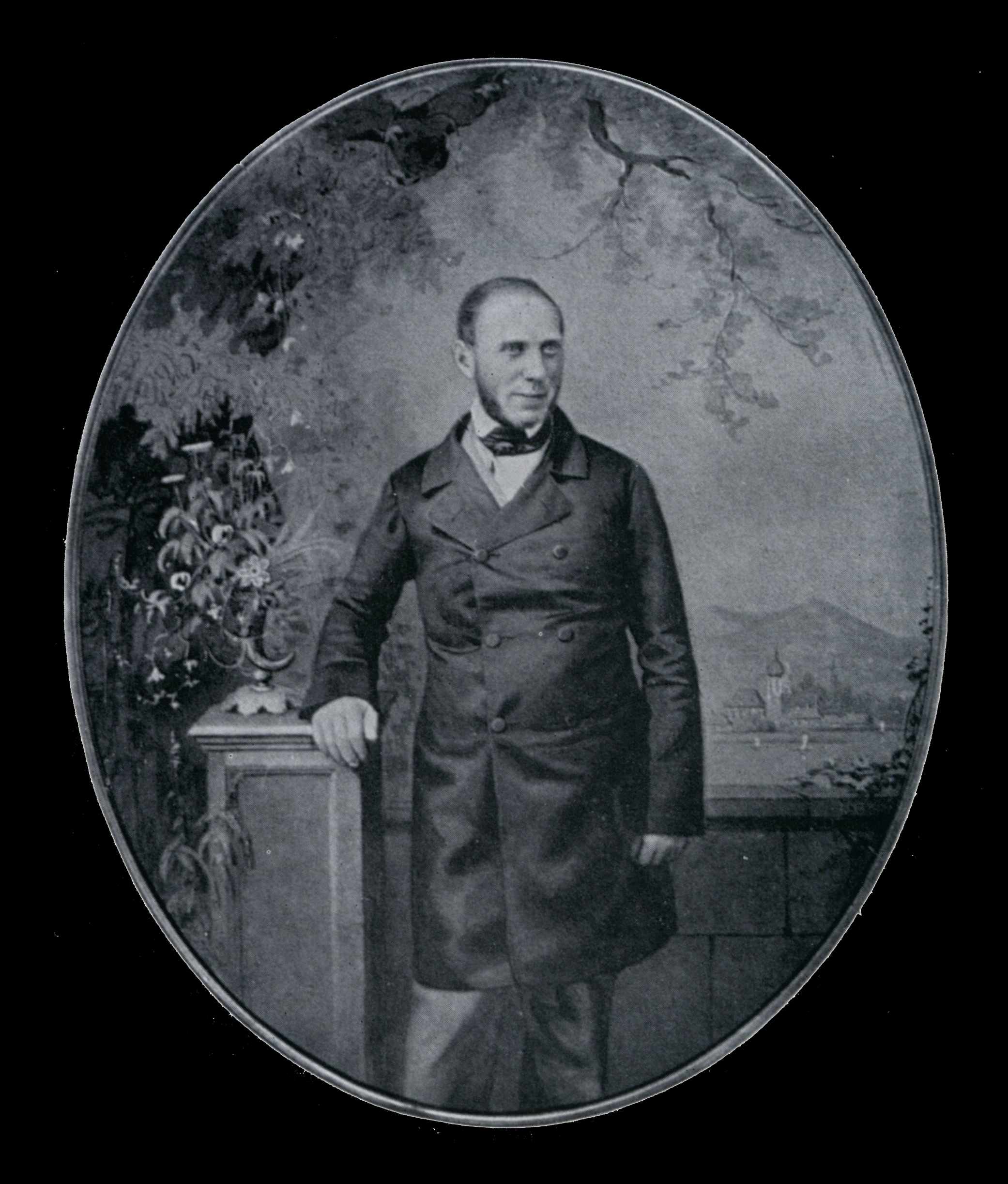
Ferdinand Franz Joseph von Stein, Kreisrat 1836–1848

Leitende Beamte des Landratsbezirks Wimpfen waren:
Landrat
- 1821–1832 Heinrich Anton Beeke

Kreisräte
- 1832–1836 Friedrich Hallwachs
- 1836–1848 Ferdinand von Stein

Von 1848 bis 1852 bestanden im Großherzogtum Hessen keine Kreise, sondern nur größere Regierungsbezirke. Wimpfen war in dieser Zeit dem Regierungsbezirk Erbach zugeordnet.
- 1852–1870 Gustav Spamer
- 1870–1874 Friedrich Daniel Carl Fuhr

## Parallele Fachverwaltungen

### Finanzen
Für die Einnahmen aus Staatseigentum (den sogenannten Domanialen) gab es die Rentämter. Die Bezirksorte bilden zusammen die Receptur Wimpfen.
Davon getrennt war die Steuerverwaltung. Für den Landratsbezirk war der Steuerbezirk Hirschhorn zuständig, der zur Obereinnehmerei Bensheim gehörte. Der Landratsbezirk bildete eine Distrikteinnehmerei im Steuerbezirk.
Einem Zollbezirk war der Landratsbezirk nicht zugeordnet.

### Forst
Die Forstverwaltung des Landratsbezirks Seligenstadt wurde vom Forst Heppenheim wahrgenommen, zu dem das Forstrevier Wimpfen mit den Orten Wimpfen am Berg, Wimpfen im Thal, Hohstadt, Helmhof, Finkenhof, Kohlhütte und Kürnbach, gehörte.

### Kirche
Die Kirchverwaltung im Bezirk bestand aus den lutherischen Pfarreien: Kürnbach, Wimpfen am Berg mit Wimpfen im Thal, Hohstadt und Helmhof. Sie waren keinem Inspektorat zugeteilt. Es gab eine römisch-katholische Pfarrei in Wimpfen am Berg mit der Filiale Wimpfen im Thal. Sie war keinem Landkapitel zugeordnet.

## Historische Beschreibung
Die Statistisch-topographisch-historische Beschreibung des Großherzogthums Hessen berichtet 1829 über den Landratsbezirk Wimpfen:
Lage und Grenzen werden beschrieben als: „Der Bezirk besteht aus vier verschiedenen getrennt liegenden Theilen, die bis vier Stunden von einander entfernt liegen. Der Haupttheil ist der, welcher die Stadt Wimpfen enthält und auf drei Seiten theilweise vom Neckar und dem anliegenden Großherzogthum Baden begrenzt wird. Dieser Theil liegt gegen 10 Stunden von der südlichsten Grenze des Hauptlandes der Provinz Starkenburg. Die beiden andern Theile, aus zwei gleichfalls getrennten Höfen bestehend, liegen nordwestlich von Wimpfen, und sind ganz von badischen Gebietstheilen umgeben. Südwestlich von Wimpfen und ungefähr 4 St. davon liegt der vierte Theil, Kürnbach, umgeben von Würtemberg und Baden. Die drei ersteren Theile liegen zwischen dem 49° 13′ und 49° 22′ nördlicher Breite und zwischen dem 26° 39′ und 26° 52′ östlicher Länge.“
Die Natürliche Beschaffenheit als: „a) Oberfläche und Boden: Der Bezirk besteht aus wellenförmigen Anhöhen. Die Güte des Bodens ist ziemlich gleichförmig, er ist weder besonders fruchtbar noch besonders unfruchtbar. b) Gewässer: Der Neckar begrenzt den Haupttheil des Bezirks. Der Helmhof wird von dem Rodenhach berührt.“
Die Bevölkerung als: „Diese beträgt 3985 Seelen, unter diesen sind 3704 Lutheraner, 222 Katholiken, 8 Reformirte, 9 Mennoniten und 42 Juden, die zusammen 1 Stadt, 1 Marktflecken, 3 Dörfer, überhaupt 486 Häuser bewohnen.“
Die Naturprodukte als: „134 Pferde, 8 Fehlen, 8 Bullen, 159 Ochsen, 591 Kühe, 548 Rinder, 608 Schweine, 1360 Schaafe, 87 Ziegen, 14 Esel. Fische; Spelz, Gerste, Hafer, Hanf, Reys, Tabak, Hopfen, etwas Wein; Steinsalz.“
Gewerbe und Handel als: „Ackerbau, Viehzucht, Handwerker, Handel und Schiffahrt. Das Salzwerk Ludwigshall zu Wimpfen beschäftigt viele Hände. In Wimpfen befindet sich eine Schnupftabaksfabrik; auch sind im Bezirk mehrere Mühlen und darunter eine Gypsmühle. Der Markt zu Wimpfen im Thal ist weit berühmt, und wird wegen der vielen Leinewand, die hier verkauft wird, der Tuchmarkt genannt.“